# Saison 1962-1963 de l'USMM Hadjout
 (avril 2014).
Chronologie
Saison précédente Saison suivante
La saison 1962-1963 de l'USMM Hadjout Cet article traite de la saison 1962-1963 de l'USMM Hadjout, saison qui se déroula après une interruption de sept ans due à la guerre d'Algérie. Les matchs se déroulèrent essentiellement en Critérium Honneur, mais aussi dans une nouvelle compétition appelé Coupe d'Algérie de football.
Il s'agit de sa première saison depuis l'indépendance de l'Algérie, soit sa onzième saison sportive si l'on prend en compte les dix précédentes qui eurent lieu durant l'époque coloniale.
Placée dans le Groupe V du Critérium d'Honneur, l'USMMH termine deuxième.

## Critérium d'Honneur: Groupe V
De nombreux tournois de football ont lieu un peu partout dans le pays pour fêter l'indépendance du pays. Dans les coulisses on s'active comme on peut pour organiser ce qui deviendra le premier championnat de football du pays. Il s'agit encore d'un championnat régional appelé "Critérium". Toutes les équipes de football du pays sont réparties en plusieurs groupes et selon leur affinités territoriales. Pour la région Centre nous avons cinq groupes d'une dizaine de clubs, pour la région Est trois groupes et la région Ouest six groupes. Ensuite les vainqueurs de chacun des groupes dans leurs régions s'affrontent dans une seconde phase pour en déterminer le champion régional. Puis enfin chaque champion régional s'affrontent dans un tournoi final afin d'en désigner le premier champion d'Algérie. Il a été décidé que le dauphin de la région centre pour cette première édition accompagnera son champion.

### Rencontres
| Date             | J  | Adversaire       | Lieu | Résultat | Buteurs pour l'USMMH | Références           |
| 7 octobre 1962   | 1  | ESM Koléa        | Dom. | 1 - 1    | -                    | [ Rapport match 1 ]  |
| 14 octobre 1962  | 2  | USH Alger        | Ext. | 0 - 1    | -                    | [ Rapport match 2 ]  |
| 28 octobre 1962  | 3  | USM Alger        | Dom. | 1 - 1    | -                    | [ Rapport match 3 ]  |
| 11 novembre 1962 | 4  | SO Berrouaghia   | Ext. | 0 - 4    | -                    | [ Rapport match 4 ]  |
| 18 novembre 1962 | 5  | JSM Alger        | Dom. | 2 - 1    | -                    | [ Rapport match 5 ]  |
| 2 décembre 1962  | 6  | RC Arba          | Ext. | 1 - 1    | -                    | [ Rapport match 6 ]  |
| 9 décembre 1962  | 7  | USM Blida        | Dom. | 0 - 0    | -                    | [ Rapport match 7 ]  |
| 23 décembre 1962 | 8  | ES Zéralda       | Dom. | 4 - 0    | -                    | [ Rapport match 8 ]  |
| 6 janvier 1963   | 9  | JS Fort-de-l'Eau | Ext. | 2 - 3    | -                    | [ Rapport match 9 ]  |
| 20 janvier 1963  | 10 | ESM Koléa        | Ext. | 1 - 2    | -                    | [ Rapport match 10 ] |
| 27 janvier 1963  | 11 | USH Alger        | Dom. | 2 - 0    | -                    | [ Rapport match 11 ] |
| 10 février 1963  | 12 | USM Alger        | Ext. | 2 - 0    | -                    | [ Rapport match 12 ] |
| 17 février 1963  | 13 | SO Berrouaghia   | Dom. | 12 - 0   | -                    | [ Rapport match 13 ] |
| 24 février 1963  | 14 | JSM Alger        | Ext. | 1 - 4    | -                    | [ Rapport match 14 ] |
| 10 mars 1963     | 15 | RC Arba          | Dom. | 2 - 1    | -                    | [ Rapport match 15 ] |
| 17 mars 1963     | 16 | USM Blida        | Ext. | 4 - 0    | -                    | [ Rapport match 16 ] |
| 24 mars 1963     | 17 | ES Zéralda       | Ext. | 2 - 1    | -                    | [ Rapport match 17 ] |
| 7 avril 1963     | 18 | JS Fort-de-l'Eau | Dom. | 0 - 0    | -                    | [ Rapport match 18 ] |

### Calendrier du Groupe 5 du Critérium Honneur
Le calendrier est donné tel quel en début de saison à titre informatif, paru dans plusieurs journaux de la région d'Alger, dont "La Dépêche d'Algérie". Toutefois il est utile de rappeler que les dates des rencontres données ne sont pas fixes et furent l'objet de nombreux changements et reports. La cause principale fut la participation de la sélection nationale à son premier match international face à son homologue de la Bulgarie (victoire 2 buts à 1). 

Ceci eût pour conséquence de décaler les prochaines rencontres en championnat d'une semaine parfois deux avec les matchs en Coupe d'Algérie de football. Par ailleurs une reprogrammation des rencontres fut effectuer par la Commission des compétitions avec comme conséquences d'intervertir les rencontres des 12e et 13e journées de championnats, de même pour celles de la 14e avec la 17e journée et celles de la 15e avec la 18e journée.

### Classement final
| Classements - Qualifié pour la Poule Finale. Passage en Division d'Honneur 1963-1964 - Passage en Division d'Honneur 1963-1964 - Passage en Division Pré-Honneur 1963-1964 - Passage en Première Division 1963-1964 | Résultats - Victoire à domicile - Match nul - Victoire à l'extérieur |

| Rang | Équipe           | Pts | J  | G  | N | P  | Bp | Bc  | GA    |
| ---- | ---------------- | --- | -- | -- | - | -- | -- | --- | ----- |
| 1    | USM Alger        | 51  | 18 | 16 | 1 | 1  | 75 | 6   | 12,5  |
| 2    | USM Marengo      | 43  | 18 | 10 | 5 | 3  | 40 | 18  | 2,222 |
| 3    | USM Blida        | 41  | 18 | 10 | 3 | 5  | 57 | 12  | 4,75  |
| 4    | RC Arba          | 41  | 18 | 10 | 3 | 5  | 46 | 26  | 1,769 |
| 5    | USH Alger        | 40  | 18 | 8  | 6 | 4  | 28 | 18  | 1,556 |
| 6    | ESM Koléa        | 38  | 18 | 7  | 6 | 5  | 31 | 23  | 1,348 |
| 7    | JS Fort-de-l'Eau | 36  | 18 | 7  | 4 | 7  | 40 | 24  | 1,667 |
| 8    | ES Zéralda       | 29  | 18 | 5  | 1 | 12 | 23 | 53  | 0,434 |
| 9    | JSM Alger        | 21  | 18 | 1  | 1 | 16 | 10 | 69  | 0,145 |
| 10   | SO Berrouaghia   | 20  | 18 | 1  | 0 | 17 | 8  | 109 | 0,073 |

| Résultats (▼dom., ►ext.) | ESMK | ESZ | JSFE | JSMA | RCA | SOB  | USHA | USMA | USMB | USMM |
| ESM Koléa                |      | 1-1 | 2-1  | 0-0  | 2-5 | 7-1  | 1-1  | 0-2  | 0-1  | 1-2  |
| ES Zéralda               | 0-5  |     | 2-3  | 2-1  | 2-4 | 1-0  | 1-4  | 0-7  | 0-10 | 2-1  |
| JS Fort-de-l'Eau         | 0-0  | 2-3 |      | 5-0  | 2-1 | 8-0  | 2-1  | 0-1  | ?-?  | 2-3  |
| JSM Alger                | 0-2  | 2-3 | 1-7  |      | 0-4 | 3-0  | 0-4  | 0-8  | 0-5  | 1-4  |
| RC Arba                  | 2-1  | 1-0 | 3-1  | 5-0  |     | 9-1  | 0-0  | 0-6  | 0-0  | 1-1  |
| SO Berrouaghia           | 2-4  | 1-6 | 0-12 | 2-1  | 0-7 |      | ?-?  | 0-13 | 0-4  | 0-4  |
| USH Alger                | 1-1  | 2-1 | 0-0  | 4-0  | 0-3 | 4-0  |      | 1-0  | 0-0  | ?-?  |
| USM Alger                | 4-1  | 4-0 | 3-0  | 1-0  | 3-0 | 8-0  | 5-0  |      | 6-3  | 2-0  |
| USM Blida                | 0-1  | 2-0 | 3-0  | 10-0 | 4-0 | 8-0  | 1-2  | 0-1  |      | 4-0  |
| USM Marengo              | 1-1  | 4-0 | 0-0  | 2-1  | 2-1 | 12-0 | 2-0  | 1-1  | 0-0  |      |